# Bảo tàng hàng không Ba Lan

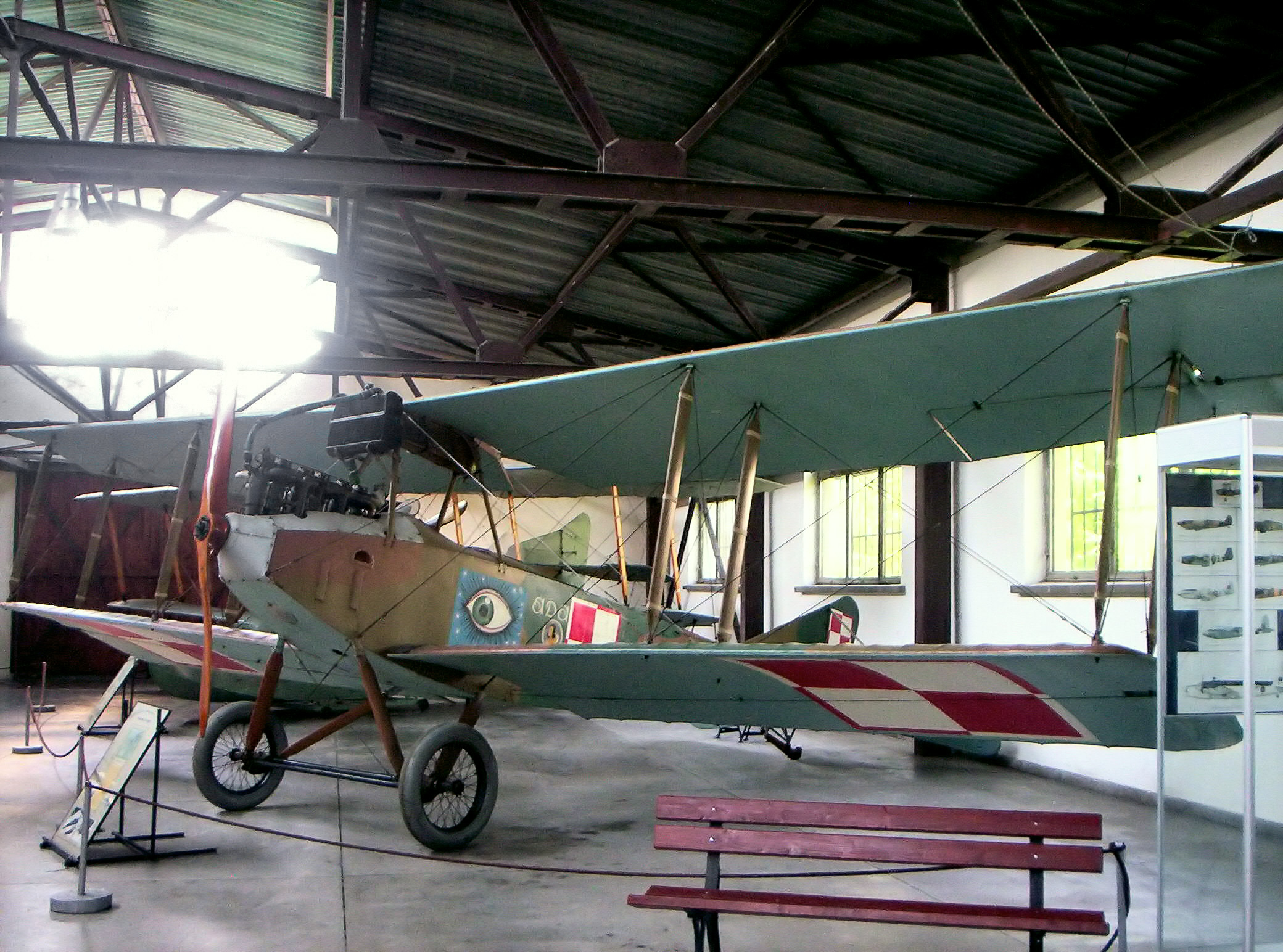
Albatros B.II

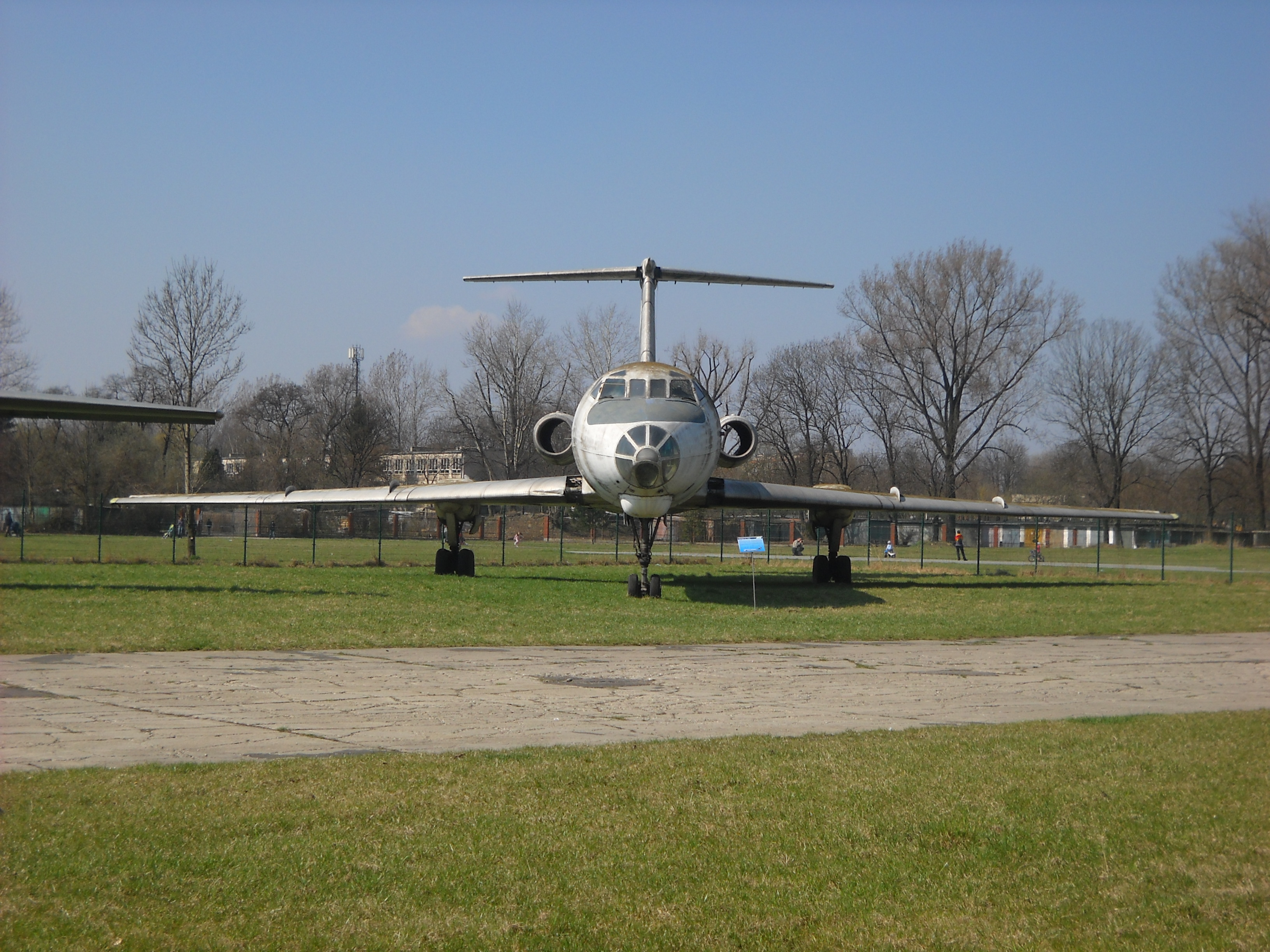
Tupolev Tu-134

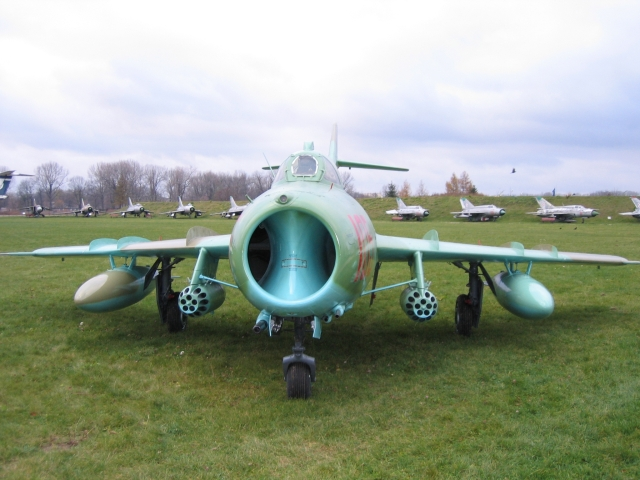
Lim-6bis trong Bảo tàng (đằng sau nó - "con hẻm MiG")

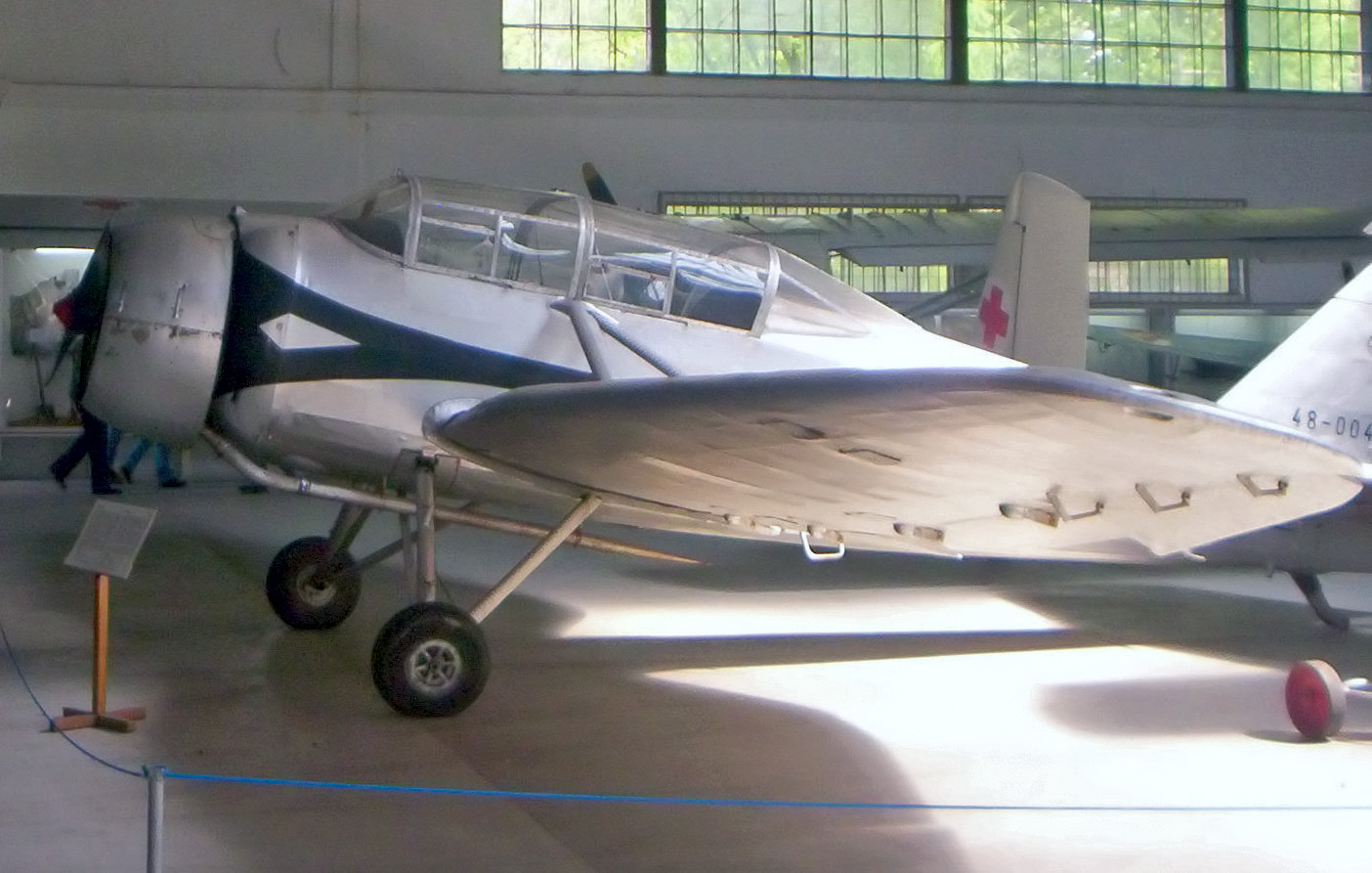
LWD Szpak -4T

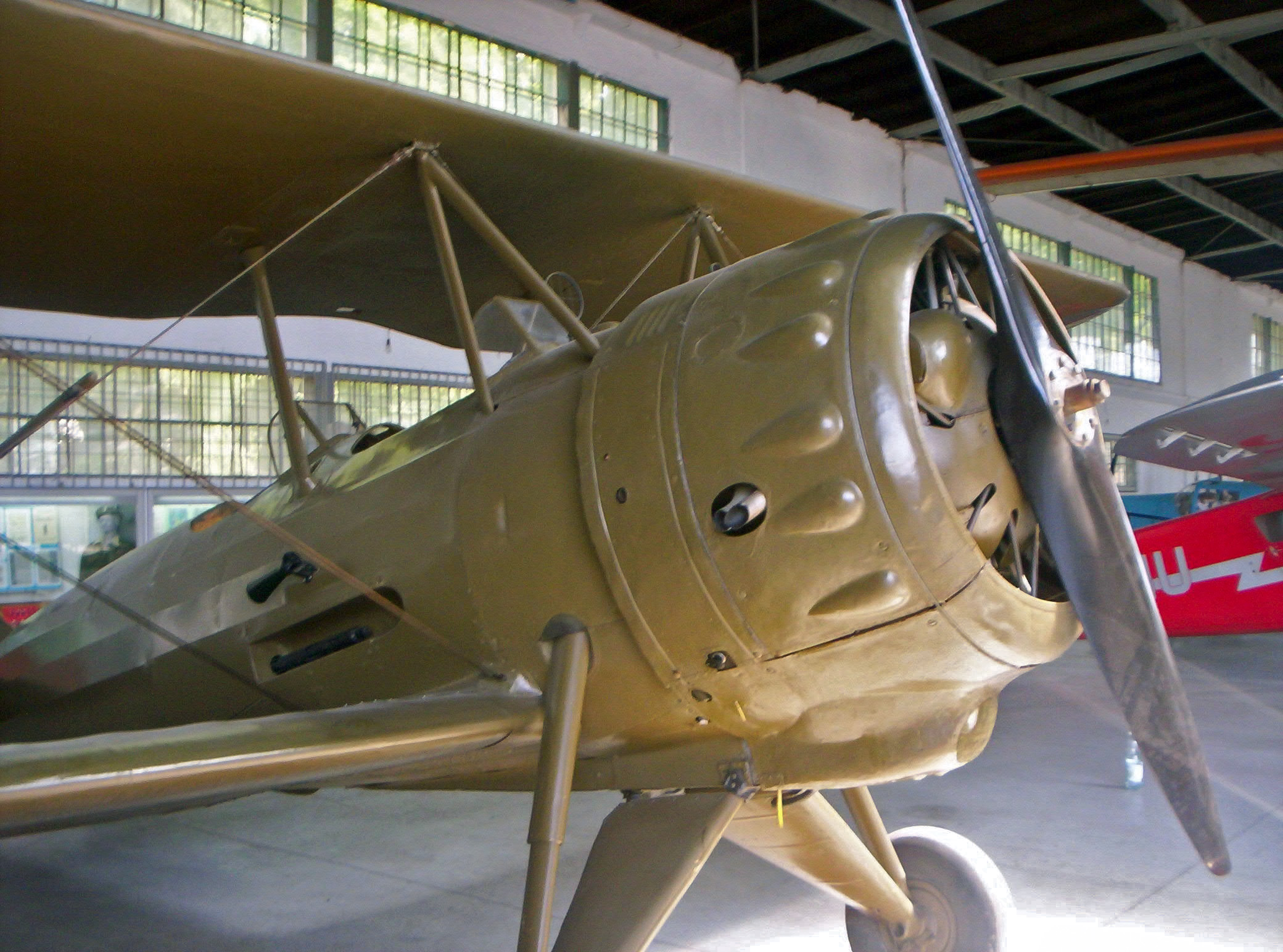
PWS-26

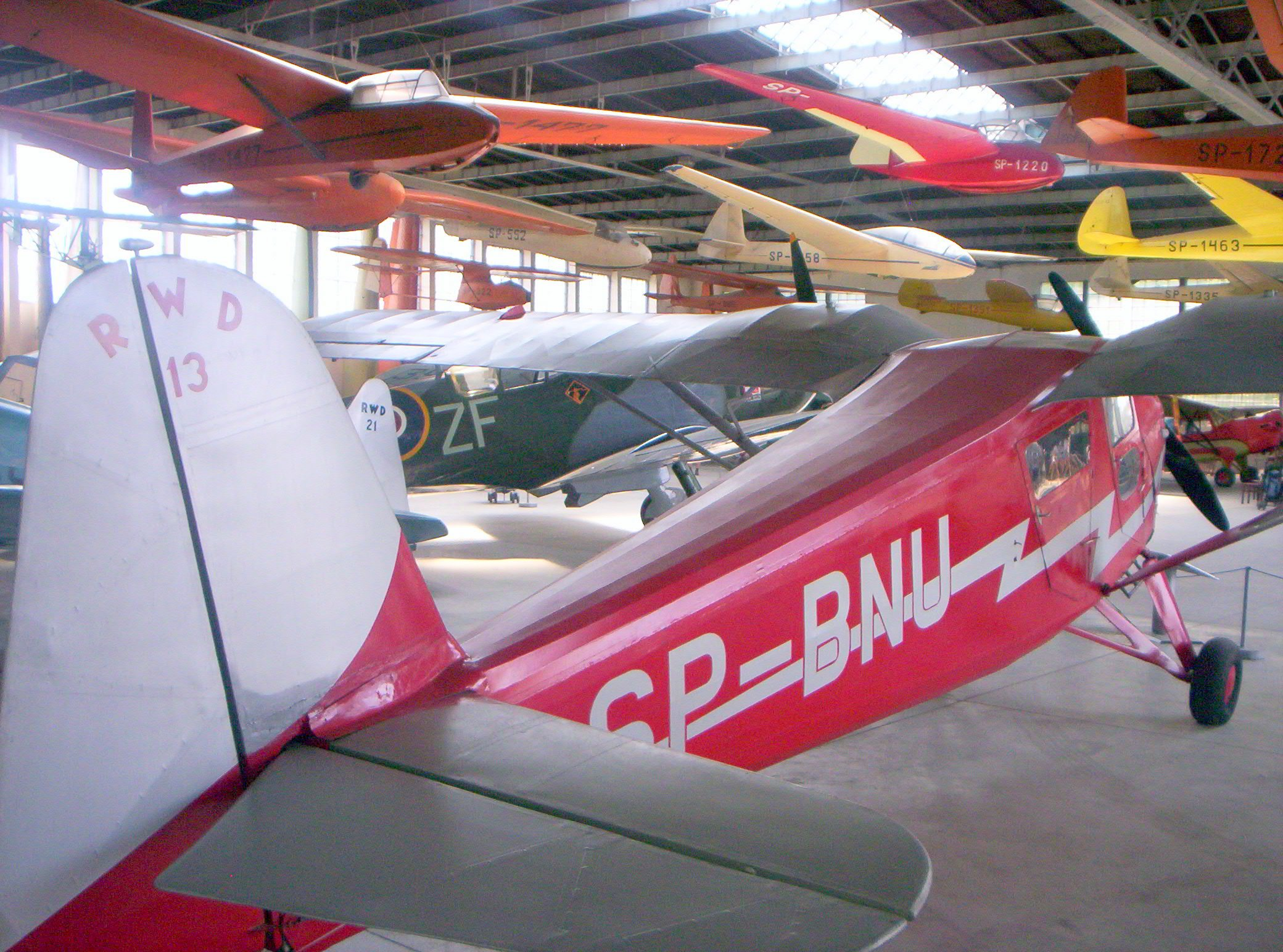
RWD-13

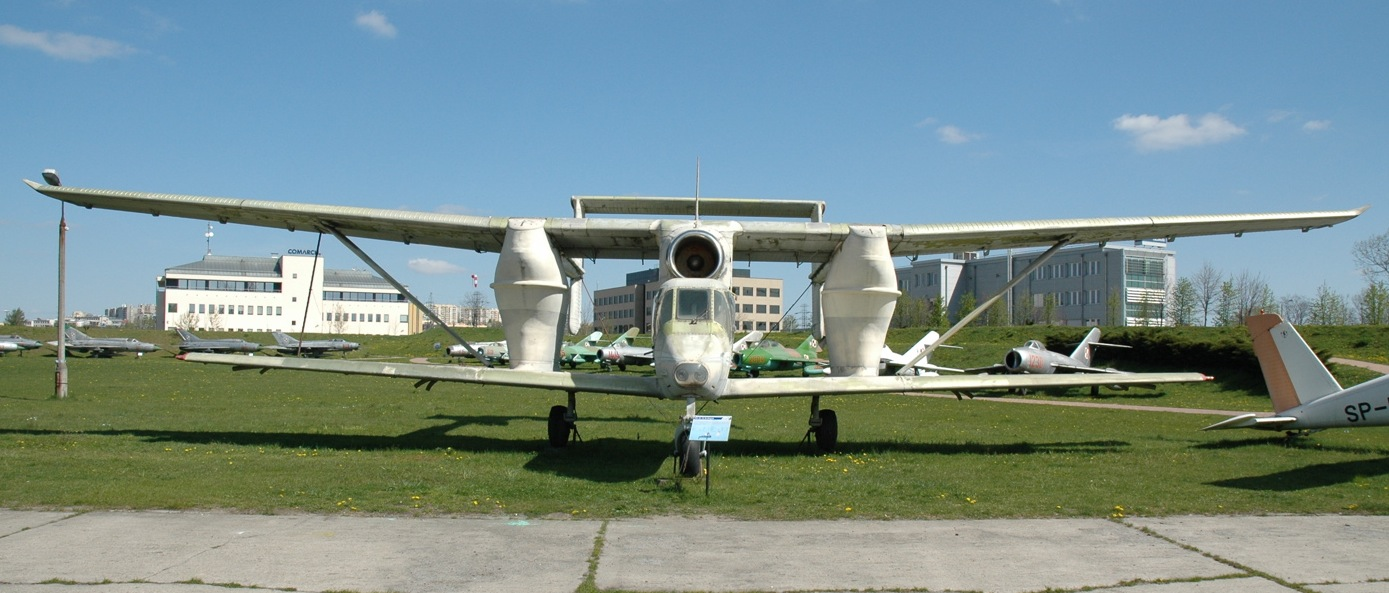
WSK-Mielec M-15 (Belphegor)

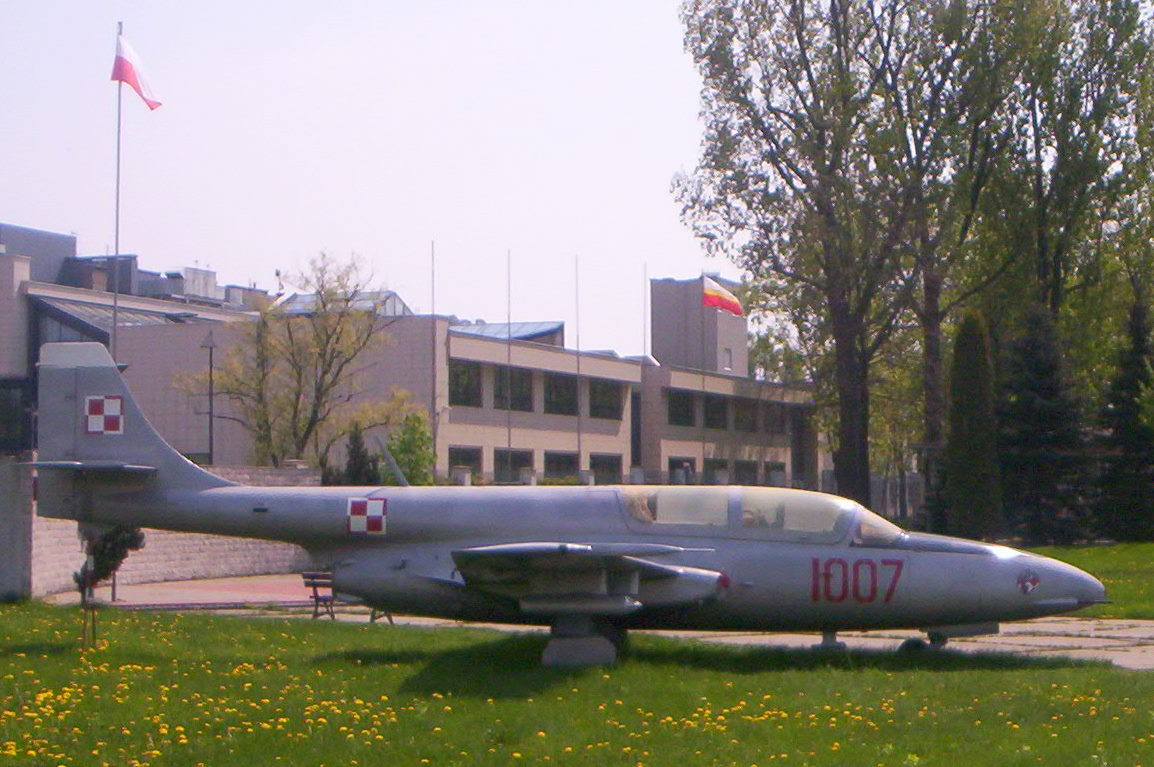
TS-11 Iskra

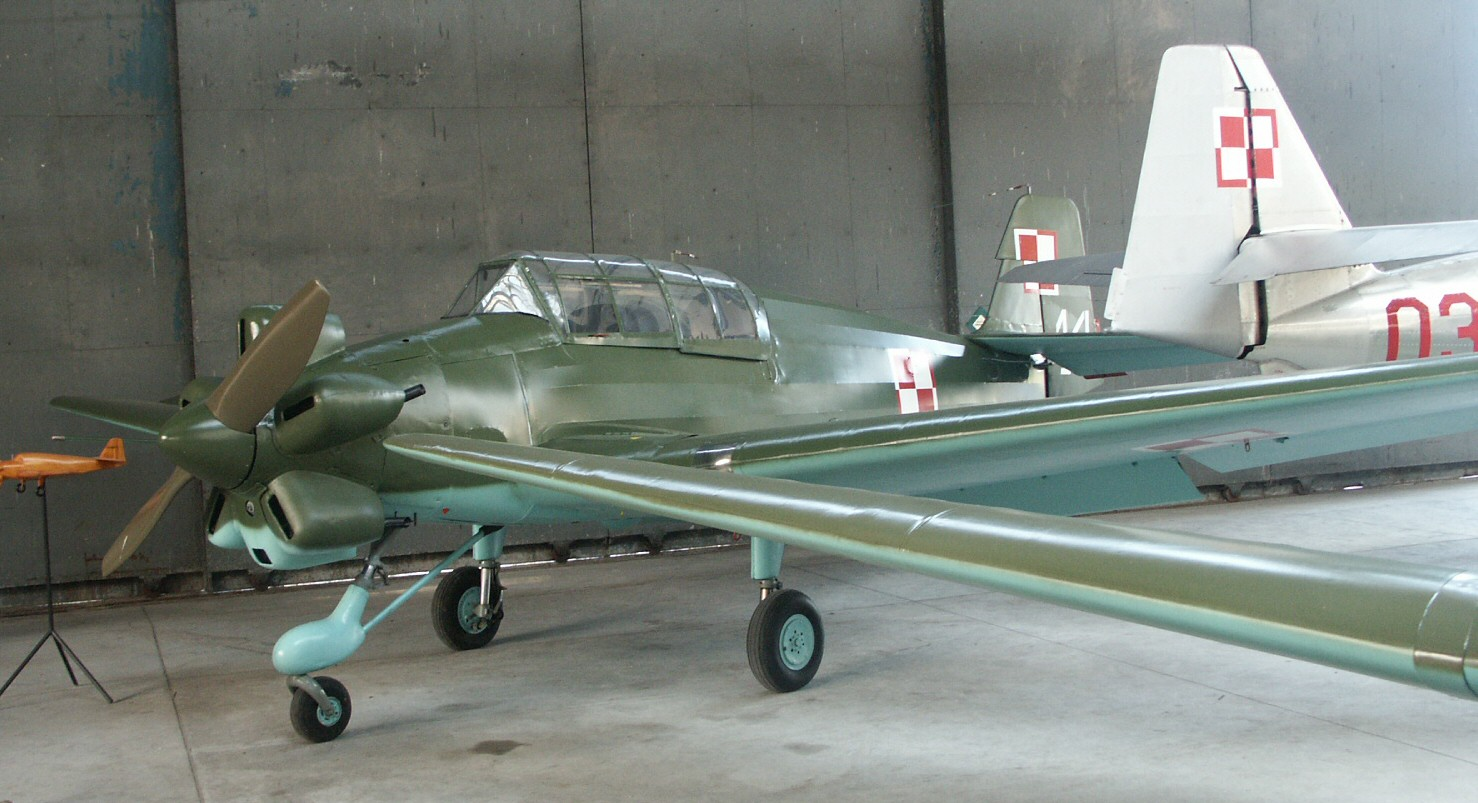
WSK TS-9 Junak 3

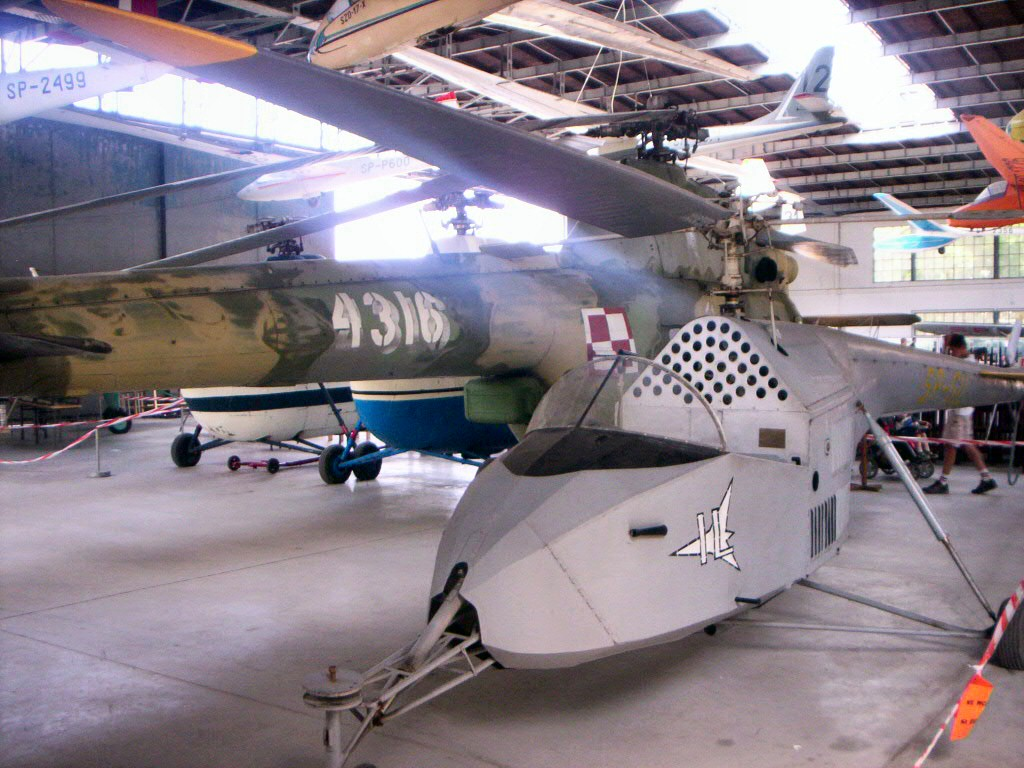
BŻ-1 GIL (SP-GIL)

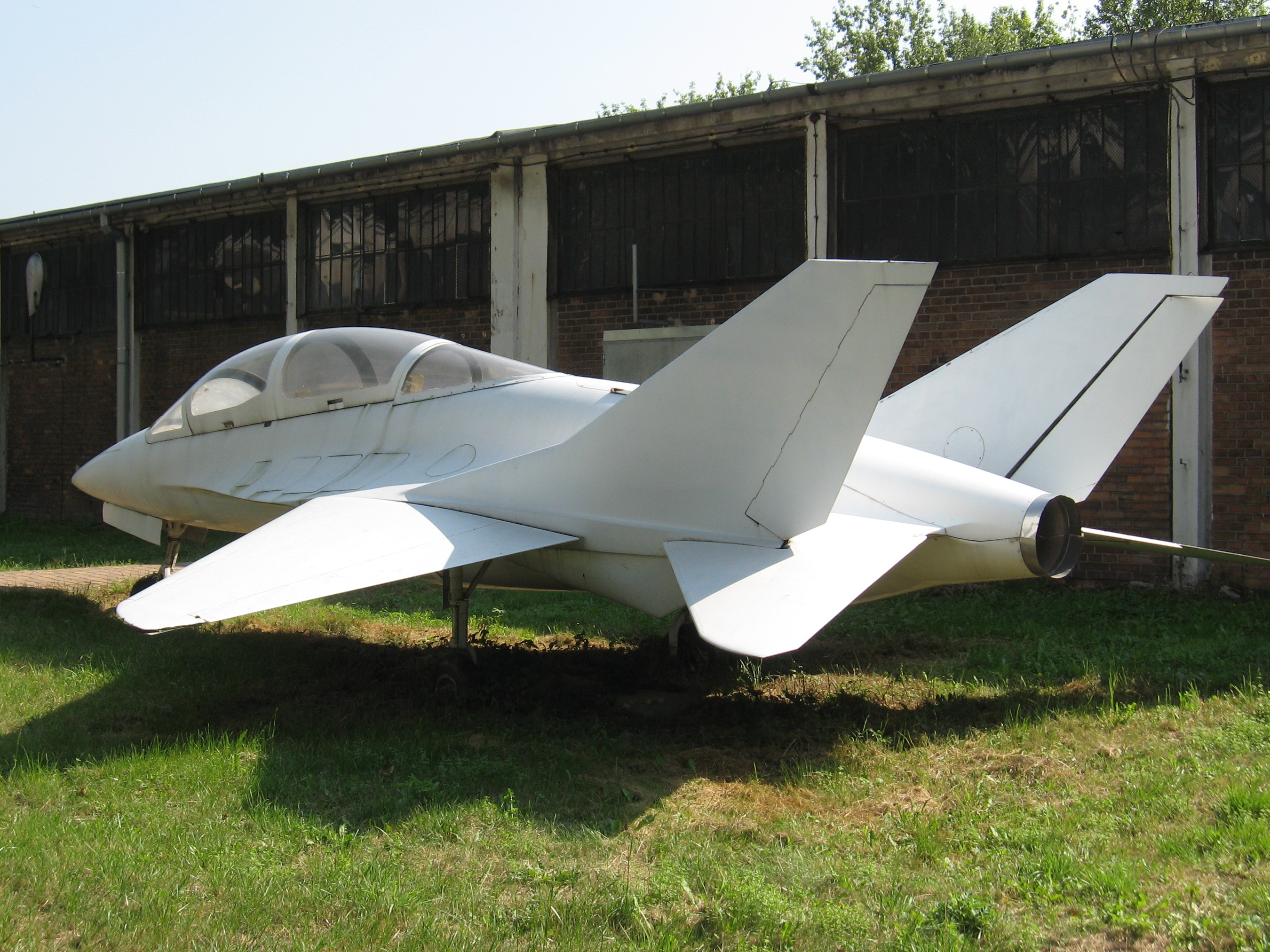
EM-10 Bielik

Bảo tàng Hàng không Ba Lan (tiếng Ba Lan: Muzeum Lotnictwa Polskiego w Krakowie) là một bảo tàng lớn về máy bay và động cơ máy bay cũ ở Kraków, Ba Lan. Nó nằm ở vị trí của sân bay Kraków-Rakowice-Czyżyny không còn hoạt động. Sân bay này, được thành lập bởi Áo-Hungary vào năm 1912, là một trong những sân bay lâu đời nhất trên thế giới. Bảo tàng mở cửa vào năm 1964, sau khi sân bay đóng cửa năm 1963. Đã được CNN đánh giá là đứng vị trí thứ 8 trong số bảo tàng hàng không tốt nhất thế giới.
Trong nửa thế kỷ đầu tiên tồn tại, bảo tàng đã sử dụng bốn nhà chứa máy bay cũ để trưng bày các tác phẩm trưng bày. Những tòa nhà này ban đầu không được thiết kế cho mục đích này và gặp phải nhiều bất cập khác nhau, đáng chú ý là không đủ sưởi ấm trong mùa đông. Tình hình được cải thiện khi một tòa nhà chính mới cho bảo tàng mở cửa vào ngày 18 tháng 9 năm 2010 

## Bộ sưu tập
Bộ sưu tập bao gồm hơn 200 máy bay tính đến năm 2005. Một số máy bay được trưng bày là duy nhất trên quy mô thế giới, bao gồm cả máy bay và khoảng 100 động cơ máy bay. Một số triển lãm chỉ trong giai đoạn ban đầu. Bảo tàng chứa một thư viện hàng không lớn và kho lưu trữ ảnh.
Bảo tàng có 22 máy bay cực kỳ hiếm cho đến năm 1941 được trưng bày tại bảo tàng Deutsche Luftfahrtsammlung (bảo tàng hàng không Đức) ở Berlin. Những chiếc máy bay này đã được sơ tán trong Thế chiến II để giải cứu họ khỏi vụ đánh bom của quân Đồng minh nhằm vào Ba Lan do Đức chiếm đóng (chính bảo tàng đã bị phá hủy trong các cuộc không kích). Bảo tàng Công nghệ Đức tại Berlin coi những vật trưng bày này là tài sản của họ. Nhu cầu bồi thường đặc biệt hướng đến những người có ý nghĩa lớn đối với lịch sử hàng không Đức. Tuy nhiên, đến năm 2009, không có dấu hiệu nào cho thấy điều này sẽ xảy ra trong tương lai gần.
Bảo tàng có rất ít máy bay Ba Lan từ những năm 1918-1939, vì những chiếc này gần như đã bị phá hủy trong thời Đức Quốc xã chiếm đóng Ba Lan, bao gồm cả những chiếc được trưng bày trong bảo tàng hàng không trước chiến tranh của Ba Lan. Hai ví dụ duy nhất về máy bay quân sự Ba Lan thời tiền chiến trong bộ sưu tập: PZL P.11 (ví dụ duy nhất còn tồn tại trên thế giới) và PWS-26, chỉ tồn tại vì chúng được người Đức trưng bày là chiến tích chiến tranh, và vì thế là một phần của bộ sưu tập nói trên có được sau chiến tranh. Ngoài ra, một vài máy bay dân sự trước chiến tranh của Ba Lan đã được Rumani trả lại sau chiến tranh và cuối cùng tìm được đường đến bảo tàng.
Ngược lại, bảo tàng có một bộ sưu tập hoàn chỉnh về tất cả các loại máy bay được Ba Lan phát triển hoặc sử dụng sau năm 1945.

## Dấu ấn sách
Bảo tàng cũng là nơi xuất bản, đặc biệt là hàng chục cuốn sách, album ảnh, hồi ký và tài liệu quảng cáo dành cho lịch sử hàng không, bao gồm chủ đề thiết kế và sản xuất máy bay của Ba Lan từ trước cuộc xâm lược Ba Lan năm 1939 và sau năm 1945 đến thời đại những năm 1960. Trong số những cuốn sách phổ biến hơn của nó là lịch sử của 16 phi đội Ba Lan trong Không quân Hoàng gia (RAF) trong Trận chiến nước Anh và cuộc chiến giành độc lập của Ba Lan trong Thế chiến thứ nhất.

### Máy bay cánh cố định
| - Aeritalia F-104S - Aero Ae-145 - Aero L-60 Brigadýr - Albatros B.II - Albatros C.I (fuselage only) - Albatros H.1 (fuselage only) - Amiot AAC.1 Toucan (Junkers Ju 52/3m g10e) - Antonov An-26 - Avia B.33 (Czech-built Ilyushin Il-10) - Aviatik C.III (fuselage only) - Bleriot XI (replica) - Bücker Bü 131B Jungmann - Caudron C.714 - Cessna A-37B Dragonfly - Cessna UC-78A Bobcat - Curtiss Export Hawk II - Dassault Mirage 5 - de Havilland 82A Tiger Moth II - de Havilland Sea Venom FAW.21 - DFW C.V (fuselage only) - EM-10 Bielik - Farman IV (replica) - Grigorovich M-15 - Halberstadt CL.II (fuselage and central wing section) - Hawker Siddeley Harrier GR.3 - Ilyushin Il-14S (VEB) - Ilyushin Il-28R - Ilyushin Il-28U - Yakovlev Yak-11 - Yakovlev Yak-12 - Yakovlev Yak-17UTI (Jak-17W) - Yakovlev Yak-18 - Yakovlev Yak-23 - Yakovlev Yak-42 - Let L-200A Morava - Levavasseur Antoinette (fuselage only) - Lockheed F-104 Starfighter - LTV A-7P Corsair II - LFG Roland D.VI (fuselage only) - Lisunov Li-2 - LVG B.II (incomplete) - LWD Szpak-2 - LWD Żuraw (unrestored) - The MAK - 30 supersonic flying target - Messerschmitt Bf 109G-6 (temporary display) - Messerschmitt Me 209V1 (fuselage only) - Mikoyan-Gurevich MiG-19 PM - Mikoyan-Gurevich MiG-21 F-13 - Mikoyan-Gurevich MiG-21 MF - Mikoyan-Gurevich MiG-21 bis - Mikoyan-Gurevich MiG-21 PF - Mikoyan-Gurevich MiG-21 PFM |  | - Mikoyan-Gurevich MiG-21 R - Mikoyan-Gurevich MiG-21 U - Mikoyan-Gurevich MiG-21 UM - Mikoyan-Gurevich MiG-21 US - Mikoyan-Gurevich MiG-23 MF - Mikoyan MiG-29 UB - North American T-6G Texan - Northrop F-5E Tiger II - Piper L-4A Grasshopper - Polikarpov Po-2 LNB - PWS-26 - WSK-Mielec M-15 Belphegor - PZL M-4 Tarpan - PZL P.11c - PZL S-4 Kania 3 - PZL Szpak 4T - PZL-104 Wilga - PZL-105 Flaming - PZL-106A Kruk - PZL-130 Orlik - Republic F-84F Thunderstreak - RWD-13 - RWD-21 - Saab J 35J Draken - Saab AJSF 37 Viggen - SABCA Mirage 5BA - SEPECAT Jaguar GR.1 - Sopwith F.1 Camel - Stinson L-5 Sentinel (fuselage only) - Sukhoi Su-7 BKL - Sukhoi Su-7 BM - Sukhoi Su-7 UM - Sukhoi Su-20 - Sukhoi Su-22 M4 - Supermarine Spitfire LF Mk XVIE - Tupolev Tu-134A - Tupolev Tu-2S - WSK Lim-1 - WSK Lim-2 - WSK Lim-5 - WSK Lim-6bis - WSK Lim-6M - WSK Lim-6MR - WSK MD-12F - WSK SB Lim-2 - WSK SB Lim-2A - TS-11 Iskra bis B - TS-8 Bies - WSK TS-9 Junak 3 - Zlin Z-26 Trener |

Bảo tàng cũng sở hữu một số máy bay không hoàn chỉnh khác và một số được lưu trữ.

### Tàu lượn
| - IS-1 Sępbis - IS-3 ABC - IS-4 Jastrząb - IS-A Salamandra - IS-B Komar 49 - IS-C Żuraw - S-1 Swift - SZD-6x Nietoperz - SZD-8bis Jaskółka - SZD-9 bis Bocian 1A - SZD-10bis Czapla - SZD-12 Manya 100 |  | - Szka-15 - SZD-17x Jaskółka L - SZD-18 Czajka - SZD-19 Zefir - SZD-21 Kobuz 3 - Tiêu chuẩn SZD-22 Manya - Lis-25A Lis - SZD-43 Orion - Warsztaty Szybowcowe Wrona-bis - WWS-2 Żaba |

Nhiều tàu lượn trong kho tạm thời.

### Động cơ tàu lượn
- HWL Pegaz

### Máy bay trực thăng
- BŻ-1 GIL
- BŻ-4 Żuk
- JK-1 Trzmiel
- Mil Mi-4 A
- Mil Mi-4 ME
- WSK Mi-2 URP
- WSK Mi-2Ch
- WSK SM-1 (giấy phép Mil Mi-1)
- WSK SM-2

### Động cơ

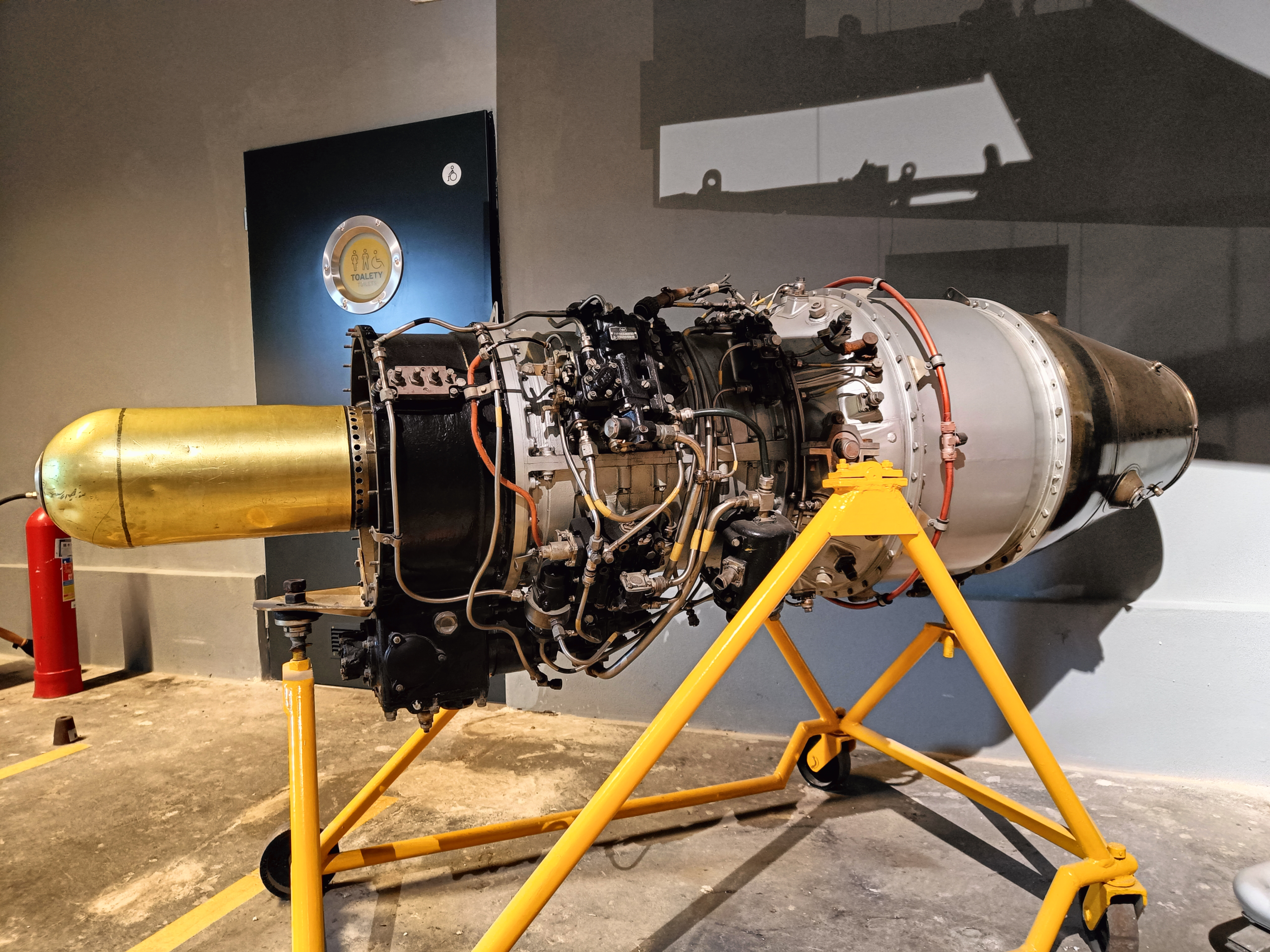
động cơ phản lực SO-1

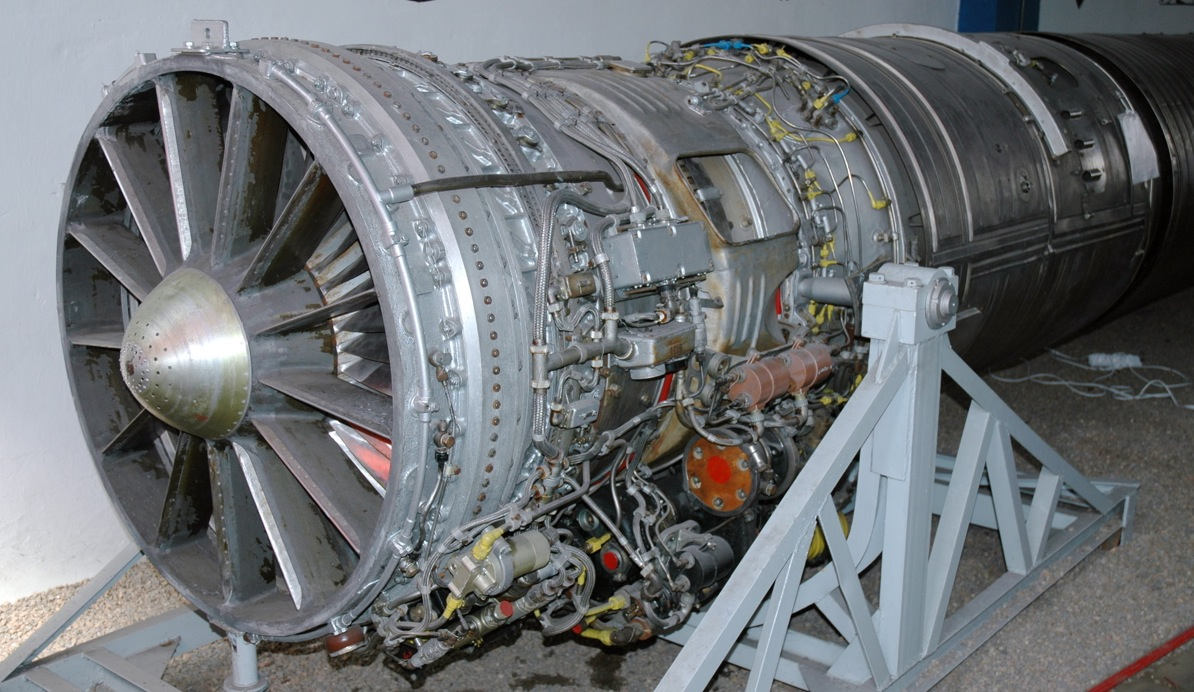
động cơ phản lực Lyulka AL-7F

| - AI-14R - AI-24WT - Alfa Romeo 126 RC 34 - Argus As 10c - <a href="./Argus_As_10" rel="mw:WikiLink" data-linkid="372" data-cx="{&quot;adapted&quot;:false,&quot;sourceTitle&quot;:{&quot;title&quot;:&quot;Argus As 10&quot;,&quot;thumbnail&quot;:{&quot;source&quot;:&quot;http://upload.wikimedia.org/wikipedia/commons/thumb/7/7d/Argus_As10_RAFM.JPG/80px-Argus_As10_RAFM.JPG&quot;,&quot;width&quot;:80,&quot;height&quot;:60},&quot;description&quot;:&quot;Aircraft engine&quot;,&quot;pagelanguage&quot;:&quot;en&quot;}}" class="cx-link" title="Argus As 10">Argus As</a> 410 - <a href="./Argus_As_10" rel="mw:WikiLink" data-linkid="372" data-cx="{&quot;adapted&quot;:false,&quot;sourceTitle&quot;:{&quot;title&quot;:&quot;Argus As 10&quot;,&quot;thumbnail&quot;:{&quot;source&quot;:&quot;http://upload.wikimedia.org/wikipedia/commons/thumb/7/7d/Argus_As10_RAFM.JPG/80px-Argus_As10_RAFM.JPG&quot;,&quot;width&quot;:80,&quot;height&quot;:60},&quot;description&quot;:&quot;Aircraft engine&quot;,&quot;pagelanguage&quot;:&quot;en&quot;}}" class="cx-link" title="Argus As 10">Argus As</a> 5 - <a href="./Argus_As_10" rel="mw:WikiLink" data-linkid="372" data-cx="{&quot;adapted&quot;:false,&quot;sourceTitle&quot;:{&quot;title&quot;:&quot;Argus As 10&quot;,&quot;thumbnail&quot;:{&quot;source&quot;:&quot;http://upload.wikimedia.org/wikipedia/commons/thumb/7/7d/Argus_As10_RAFM.JPG/80px-Argus_As10_RAFM.JPG&quot;,&quot;width&quot;:80,&quot;height&quot;:60},&quot;description&quot;:&quot;Aircraft engine&quot;,&quot;pagelanguage&quot;:&quot;en&quot;}}" class="cx-link" title="Argus As 10">Argus As</a> 7 - <a href="./Argus_As_10" rel="mw:WikiLink" data-linkid="372" data-cx="{&quot;adapted&quot;:false,&quot;sourceTitle&quot;:{&quot;title&quot;:&quot;Argus As 10&quot;,&quot;thumbnail&quot;:{&quot;source&quot;:&quot;http://upload.wikimedia.org/wikipedia/commons/thumb/7/7d/Argus_As10_RAFM.JPG/80px-Argus_As10_RAFM.JPG&quot;,&quot;width&quot;:80,&quot;height&quot;:60},&quot;description&quot;:&quot;Aircraft engine&quot;,&quot;pagelanguage&quot;:&quot;en&quot;}}" class="cx-link" title="Argus As 10">Argus As</a> 8 - Genst Armstrong Siddeley - Autstro-Daimler DM 200 - Avia M-332 - Avia M-337 - Benz Bz.IVd - BMW 132 Z - BMW 801 D2 - BMW IIIa - Bramo 323 Fafnir - Breda (lic. SPA 6a) - Bristol Cherub I - Bristol Pegasus X - Clerget Blin 9B - Daimler-Benz DB 600 G - Farman 12 WE - Farman 9 EFR - Gnome-Rhône 9KRd Mistral - Gnome-Rhône 9Ab Jupiter - GTD-350 - Hirth HM 504 A - Hirth HM 508 - Hirth HM 60 R - Hispano-Suiza 12X - Hispano-Suiza 82 - Isotta Fraschini Bianchi V 4B - Junker Jumo 205 - Junker Jumo 211 - Junker L 8 - Klimow M-103 - Klimov VK-105 PF - Le Rhône 9 - Liberty L-12 - LIT-3 (lic. Ivigan AI-26) - Lorraine-Dietrich 12 EB - Lyulka AL-7 F - Maybach HSLU - Maybach Mb.IV - Mercedes-F-7502 - Mercedes D.IIIa - Xe Mercedes D.IVa |  | - Mercedes D IVb - Mercedes E 4F - Mikulin AM-34 - Mikulin AM-35 A - Mikulin M-42 - Mikulin AM-38 F - NAG C.III - Praga Doris 208B - Watt &amp; Whitney Twin Wasp - PZInż. Junior - PZInż. Major Typ 4 - PZL Pegaz II - PZL Pegaz VIII - PZL WN-3 - R-11 - R-13 - R-27 - RAF 3A Napier - RAF 4A Daimler - RD-10A - RD-500 - RD-9B - Renault 12FE - <a href="./Renault_12FE" rel="mw:WikiLink" data-linkid="510" data-cx="{&quot;adapted&quot;:false,&quot;sourceTitle&quot;:{&quot;title&quot;:&quot;Renault 12FE&quot;,&quot;pagelanguage&quot;:&quot;en&quot;}}" class="new cx-link" title="Renault 12FE">Renault</a> 6Q11 - Rolls-Royce Eagle Mk IX - Rolls-Royce Kestrel II S - Rolls-Royce Merlin Mk XX - 9D21 - R-11 Zemlya (SCUD) - Salmson 9 AD - Salmson Z-9 - Siemens-Halske Sh 14 - Wojcicki's ramjet engine - sunbeam Mohawk - Shvetsov ASh-21 - Shvetsov ASh-62 IR - Shvetsov ASh-82 FN - Shvetsov M-11 D - Shvetsov M-11 FR - Walter HWK 109-501 - Walter HWK 109-507 - Walter minor 4-III - Walter Mistral K-14 - Wright R-2600 -23 Bão số 14 - Wright Whirlwind R-975 - WSK Lis-2 - NP-1 WSK - WSK SO-1 |